# Kazimierz Brandys
Kazimierz Brandys, né le 27 octobre 1916 à Łódź et mort le 11 mars 2000 à Nanterre, est un écrivain, essayiste et scénariste polonais.

## Biographie
Il est le frère cadet de l'écrivain Marian Brandys (en). Il a fait des études de droit à l'université de Varsovie.
En 1935, il rédige un article de critique théâtrale dans le magazine Kuźnia Młodych.
Marié à  une non juive, comme l'allemand Klemperer, il survit de façon improbable en dehors du ghetto de Varsovie. [Voir p. 228 La langue confisquée de Frédéric Joly chez Premier Parallèle]
Après la Seconde Guerre mondiale, il est membre de l'équipe rédactionnelle du journal Kuźnica de 1945 à 1950. En 1946, il avait adhéré au parti ouvrier polonais d'obédience communiste staliniste, devenu en 1948 parti ouvrier unifié polonais. Entre 1956 et 1960 il fait partie du comité de rédaction de l'hebdomadaire Nowa Kultura.
Après 1956, Kazimierz Brandys critique ses propres oeuvres antérieures.
En 1966, il démissionne du parti ouvrier unifié polonais (PZPR), en raison de la répression qui frappe le philosophe polonais Leszek Kołakowski.
En 1970, parlant le français couramment, il enseigne les littératures slaves à la Sorbonne à Paris jusqu'en 1971.
Il se manifeste vraiment dans l'opposition avec Variations postales en 1972 et En Pologne, c'est-à-dire nulle part en 1977. En 1975, il signe la Lettre des 59, lettre ouverte d'intellectuels polonais dénonçant la modification de la Constitution de la République populaire de Pologne. En 1976, il est complètement interdit de publication.
De 1977 à 1980, il est membre de la rédaction du journal Zapis. À la même époque, il quitte définitivement la Pologne.
Il meurt à Nanterre le 11 mars 2000 et est enterré au cimetière du Père-Lachaise.

## Œuvres
Ouvrages édités en France
- De mémoire…, Gallimard, 2003 (traduit par Jean-Yves Erhel)  (ISBN 978-2-07-075379-6)
- Le Troisième Henri, roman. Gallimard, 1995  (ISBN 978-2-07-073840-3)
- L'Art d'être aimée et autres nouvelles, Gallimard, 1993 (traduit par Gabriel Mérétik (pl) et Christophe Potocki)   (ISBN 978-2-07-072982-1)
- Hôtel d'Alsace et autres adresses, Gallimard, 1992 (traduit par Jean-Yves Erhel)  (ISBN 978-2-07-072680-6)
- Carnets. Paris, 1985-1987, Gallimard, 1990 (traduit par Thérèse Douchy)  (ISBN 978-2-07-070233-6)
- Rondo, roman. Gallimard, 1989 (traduit par Jean-Yves Erhel)  (ISBN 978-2-07-071614-2)
- Carnets Paris-New York-Paris : 1982-1984, Gallimard, 1987 (traduit par Thérèse Douchy)  (ISBN 978-2-07-071108-6)
- Miesiące, Miesiące (4), 1985-1987. Instytut Literacki, 1987  (ISBN 978-2-7168-0099-0)
- Carnets de Varsovie (1978-1981), Gallimard, 1985 (traduit par Thérèse Douchy)  (ISBN 978-2-07-070362-3)
- Miesiące, Miesiące (3), 1982-1984. Instytut Literacki, 1984  (ISBN 978-2716800105)
- En Pologne, c'est-à-dire nulle part. roman. Seuil, 1978 (traduit par Adam Lach)  (ISBN 978-2-020-04870-5)
- Façon d'être, Gallimard, 1968 (traduit par Allan Kosko)  (ISBN 978-2-07-026858-0)

## Récompenses et distinctions
- Décoré de l'ordre de la Bannière du Travail
- Officier de l'ordre Polonia Restituta